# Christine Citti
Pour les articles homonymes, voir Citti.
Christine Citti est une actrice, réalisatrice et scénariste française, née le 26 octobre 1962 dans le 15e arrondissement de Paris.

## Biographie
Christine Citti commence à prendre des cours de théâtre à l'âge de 20 ans dans l'école de Patrice Chéreau au Théâtre des Amandiers à Nanterre pendant 2 ans. Elle joue dans huit pièces aux côtés des comédiennes Agnès Jaoui, Sandrine Kiberlain, Isabelle Carré et donne la réplique sous la direction d'Isabelle Nanty dans La Ronde d'Arthur Schnitzler en 1987.
Avant de percer au grand écran, elle est très présente à la télévision et tient de nombreux rôles dans des téléfilms. C'est essentiellement dans les séries qu'elle se fait connaître, notamment dans PJ où elle interprète la femme d'un lieutenant de police. Puis elle incarne le capitaine Éloïse Rome, rôle principal d'une autre série policière, Les Enquêtes d'Éloïse Rome durant 24 épisodes, avant de se consacrer presque uniquement au cinéma.
Elle participe à des courts métrages et en réalise un, Le Bateau de Lu, dans lequel joue son amie Emmanuelle Béart, celle-ci reprend son rôle de Lucie trois ans plus tard dans son premier long métrage, Rupture(s) aux côtés de Michel Piccoli.
Mais c'est sa carrière d'actrice qu'elle privilégie. Elle joue dans La Galette du roi de Jean-Michel Ribes en 1985, Pékin central de Camille de Casabianca avec Yves Rénier en 1986 puis dans Ça commence aujourd'hui de Bertrand Tavernier. En 2005, elle enchaîne les tournages et les rôles plus importants, ainsi elle est à l'affiche de cinq films, Camping, La Tourneuse de pages, Quand j'étais chanteur, Suzanne et Disco, elle travaille donc avec Fabien Onteniente pour la deuxième fois.
Elle n'oublie cependant pas ses premières amours et joue en 2006 à Paris, puis en tournée en 2007, dans la pièce de théâtre Mademoiselle Julie d'August Strindberg, mise en scène par Didier Long, entourée de Bruno Wolkowitch (lui-même longtemps un des premiers rôles de la série PJ) et d'Émilie Dequenne.
Elle est la sœur de l'acteur Marc Citti. Son père a été maire de Ramoulu (Loiret) de 1995 à 2008.

## Filmographie

### Cinéma
- 1981 : Le Voyage d'hiver de Frédéric de Foucaud (court métrage)
- 1986 : Planète surprise de Jean-Luc Banchet (court métrage)
- 1986 : La Galette du roi de Jean-Michel Ribes : Irina von Stoffen
- 1986 : Pékin central de Camille de Casabianca : Valérie
- 1991 : La Thune de Philippe Galland : une journaliste
- 1991 :  L'Amour maudit de Leisenbohg d'Édouard Molinaro : Sabine
- 1994 : Consentement mutuel de Bernard Stora : la sœur de Jeanne
- 1996 : Les Sacs de Frédéric Krivine (court métrage)
- 1998 : Ça commence aujourd'hui de Bertrand Tavernier : Mme Baudouin
- 2000 : Mamirolle de Brigitte Coscas : Silvana
- 2000 : L'Envol de Steve Suissa : Marie, la mère de Stan
- 2000 : Le Cœur à l'ouvrage de Laurent Dussaux : Madame Combescot
- 2005 : Majorité  de Phil Sfezzywan : la mère (court métrage)
- 2006 : Suzanne de Viviane Candas : Suzanne
- 2006 : Camping de Fabien Onteniente : Madame Chatel
- 2006 : La Tourneuse de pages de Denis Dercourt : Madame Prouvost
- 2006 : Quand j'étais chanteur de Xavier Giannoli : Michèle
- 2007 : Animal singulier  d'Hélène Guétary : la doctoresse (court métrage)
- 2007 : Disco de Fabien Onteniente : Coco
- 2008 : Fool Moon de Jérôme L'Hotsky : Chris
- 2008 : Sans état d'âme de Vincenzo Marano : Fauconnier
- 2008 : Nés en 68 d'Olivier Ducastel et Jacques Martineau : Maryse
- 2009 : Je suis heureux que ma mère soit vivante de Claude Miller et Nathan Miller : Annie Jouvet
- 2010 : Camping 2 de Fabien Onteniente : Madame Chatel
- 2010 : Ces amours-là de Claude Lelouch : l'empoisonneuse
- 2011 : À mi-chemin d'Arnaud Bénoliel : voix de l'épouse de Samuel (court métrage)
- 2012 : Mince alors ! de Charlotte de Turckheim : la mère de Roxanne
- 2012 : Tue-moi d'Emily Atef : Claudine
- 2014 : Valentin Valentin de Pascal Thomas : Antonia
- 2016 : L'Origine de la violence d'Élie Chouraqui : Marguerite Fabre
- 2016 : Going to Brazil de Patrick Mille : la mère de Katia
- 2016 : Sept Jours (Sette Giorni) de Rolando Colla : Isabelle
- 2017 : La fête est finie de Marie Garel-Weiss : Catherine
- 2019 : La Source de Rodolphe Lauga : Danièle Lamouche
- 2023 : À la belle étoile de Sébastien Tulard : Simone
- 2025 : Ange de Tony Gatlif : Margareth

### Télévision
- 1987 : Le Parfait Amour de Jean-Pierre Marchand :
- 1987 : Manon Roland d'Édouard Molinaro : Sophie
- 1989 : La Vallée des espoirs de Jean-Pierre Marchand : Jeanne
- 1991 : Les Cinq Dernières Minutes de Jean-Pierre Marchand : Caro (épisode Chiens de sang)
- 1991 : L'Amour maudit de Leisenbohg d'Édouard Molinaro : Sabine
- 1994 : George Sand, une femme libre de Gérard Poitou-Weber : George Sand
- 1994 : Danse avec la vie de Michel Favart : La prof de gym
- 1996 : Les Enfants du mensonge de Frédéric Krivine : Christine
- 1996 : Le Fou de la tour de Luc Béraud : Sonia
- 1996 : Le Tuteur de Fabien Onteniente : Agnès
- 1997 : L'Instit de Pascale Dallet : Paule Thiriet (épisode L'une ou l'autre)
- 1997-1999 : PJ : Janine Léonetti (saisons 1 et 2)
- 1998 : Week-end ! d'Arnaud Sélignac : Cathy
- 1998 : Une grosse bouchée d'amour de Michaëla Watteaux : Sophie
- 2000 : La Double Vie de Jeanne de Henri Helman : Didou
- 2000 : Boulevard du Palais de Jacques Malaterre : Christine Garrec (épisode La Guerre des nerfs)
- 2000 : Victoire ou la Douleur des femmes de Nadine Trintignant : Jeannette
- 2000 : Petite sœur de Patrick Poubel : Carole
- 2000 : L'Amour sur un fil de Michaëla Watteaux : Aurélie
- 2001 : Un cœur oublié de Philippe Monnier : Mme de Marcillac
- 2001 : La Femme qui se trompe d'endroit de Patrick Dewolf : La femme qui se trompe d'endroit
- 2001-2005 : Les Enquêtes d'Éloïse Rome : Éloïse Rome
- 2002 : Madame Sans-Gêne de Philippe de Broca : Sophie
- 2003 : Les Enfants du miracle de Sébastien Grall : Véronique Lacaze
- 2005 : Rosalie s'en va de Jean-Dominique de La Rochefoucauld : Rosalie
- 2005 : Jeff et Léo, flics et jumeaux d'Étienne Dhaene : Geneviève Declercq (épisode Jardin zen)
- 2005 : L'Arbre et l'oiseau de Marc Rivière : Juliette
- 2005 : La Vie à mains nues de Sébastien Grall : Ginette
- 2005 : Mes deux maris d'Henri Helman : Muriel
- 2005 : Brasier d'Arnaud Sélignac : Hélène
- 2005 : La Famille Zappon d'Amar Arhab et Fabrice Michelin : Tia
- 2007 : Le Réveillon des bonnes de Michel Hassan : Marie
- 2007 : C'est mieux la vie quand on est grand de Luc Béraud : Rosy
- 2008 : Nés en 68 d'Olivier Ducastel et Jacques Martineau : Maryse
- 2009 : Tirez sur le caviste d'Emmanuelle Bercot : Vanessa (collection Suite noire)
- 2009 : Villa Belle France de Karim Akadiri Soumaïla : Odile
- 2009 : Comme un mauvais souvenir d'André Chandelle : Jeanne Boissac
- 2009 : Ticket gagnant de Julien Weill : Claudine
- 2009 à 2012 : Drôle de famille ! : Juliette
- 2010 : Un divorce de chien de Lorraine Lévy : Sophie
- 2011 : La Nuit du réveillon de Serge Meynard : Sylviane
- 2012 : Clash de Pascal Lahmani : Annie Boitel
- 2012 : À dix minutes des naturistes de Stéphane Clavier : Valérie
- 2012 : La Danse de l'Albatros de Nathan Miller : Laurence
- 2013 : Ce monde est fou de Badreddine Mokrani : Florence
- 2014 : Deux petites filles en bleu de Jean-Marc Therin : Stéphanie
- 2014 : Caïn : Jeanne Lestral (saison 2, épisode 13)
- 2015 : J'ai épousé un inconnu de Serge Meynard : Dominique
- 2015 : Le Sang de la vigne d'Aruna Villiers : Capitaine Nelly Souchard (épisode Ne tirez pas sur le caviste)
- 2018 : Crimes parfaits de Philippe Bérenger : Sylvaine Dumont
- 2018 : Balthazar de Frédéric Berthe : Sabrina Giraud
- 2019 : Sam : Oncologue (saison 3)
- 2019 : Prière d'enquêter de Laurence Katrian : Hélène
- 2021 : Hashtag Boomer : Christiane
- 2022 : Meurtres en Champagne de Dominique Ladoge : Docteur Raide
- 2024 : Après la nuit d'Indra Siera : Blandine Novak
- 2025 : Meurtres en Périgord vert de Muriel Aubin : Commandante Roussin

### Réalisatrice
- 1991 : Le Bateau de Lu avec Emmanuelle Béart, Michel Piccoli, Antoine Chappey (court métrage)
- 1993 : Rupture(s)

### Scénariste
- Rupture(s)

## Théâtre

### Comédienne
- 1980 : La Noce chez les petits bourgeois de Bertolt Brecht, mise en scène Jean-François Prévand
- 1981 : Molière mort ou vif de Jean-François Prévand
- 1982 : Henri IV de Luigi Pirandello, mise en scène Jacques Mauclair
- 1987 : La Ronde d'Arthur Schnitzler, mise en scène Alfredo Arias, Théâtre de l'Odéon
- 1987 : La Locandiera de Carlo Goldoni, mise en scène Alfredo Arias, Théâtre de la Commune
- 1988 : Les Trois Sœurs d’Anton Tchekhov, mise en scène Maurice Bénichou, Festival d'Avignon
- 1989 : Ivanov d'Anton Tchekhov, mise en scène Pierre Romans, Théâtre Nanterre-Amandiers
- 1993 : La Mouette d’Anton Tchekhov, mise en scène Michel Fagadau, Théâtre de Boulogne-Billancourt
- 1995 : Arloc de Serge Kribus, mise en scène Jorge Lavelli, Théâtre national de la Colline
- 1995 : Casanova, ou les fantômes de la passion, mise en scène Jacques Seiler, Théâtre Mouffetard
- 1998 : Flip ! de Tom Rooney, mise en scène Roger Mirmont, Théâtre Fontaine
- 2006 : Mademoiselle Julie d'August Strindberg, mise en scène Didier Long, Théâtre Marigny
- 2009 : Les Fiancés de Loches de Georges Feydeau, mise en scène Jean-Louis Martinelli, Théâtre Nanterre-Amandiers, TNP Villeurbanne, Théâtre national de Bretagne, Théâtre National de Nice, Le Grand T
- 2013 : Le Prix Martin d'Eugène Labiche, mise en scène Peter Stein, Théâtre de l'Odéon
- 2014 : Je ne serai plus jamais vieille de Fabienne Perineau, mise en scène Jean-Louis Martinelli, Théâtre des Mathurins
- 2015 : L'Avare de Molière, mise en scène Jean-Louis Martinelli, Théâtre Montansier, tournée, théâtre Déjazet
- 2018 : Nénesse de Aziz Chouaki, mise en scène Jean-Louis Martinelli, théâtre Déjazet
- 2018 : Tous mes rêves partent de la gare d’Austerlitz de Mohamed Kacimi, mise en scène Marjorie Nakache, Studio-Théâtre de Stains
- 2019 : Ils n'avaient pas prévu qu'on allait gagner de Christine Citti, mise en scène Jean-Louis Martinelli, Festival d'Avignon off, tournée
- 2021 : Dans la fumée des joints de ma mère, mise en scène Jean-Louis Martinelli, Théâtre Gérard Philipe

### Auteur
- 2019 : Ils n'avaient pas prévu qu'on allait gagner, mise en scène Jean-Louis Martinelli, Festival d'Avignon off, tournée
- 2021 : Dans la fumée des joints de ma mère, mise en scène Jean-Louis Martinelli, Théâtre Gérard Philipe

## Distinctions
- 2006 : Meilleur Second Rôle féminin (Prix du Jury) au Festival Jean Carmet de Moulins pour son interprétation dans Quand j'étais chanteur de Xavier Giannoli
- 2021 :  Officier de l'ordre des Arts et des Lettres[2]